# Le Bal des chattes sauvages
Pour plus de détails, voir Fiche technique et Distribution.
Le Bal des chattes sauvages (Katzenball) est un film suisse réalisé par Veronika Minder, sorti en 2005.

## Synopsis
Le film retrace l’histoire des lesbiennes en Suisse à travers des images d’archives et le vécu de cinq femmes lesbiennes de différentes générations.

## Fiche technique
- Titre original : Katzenball

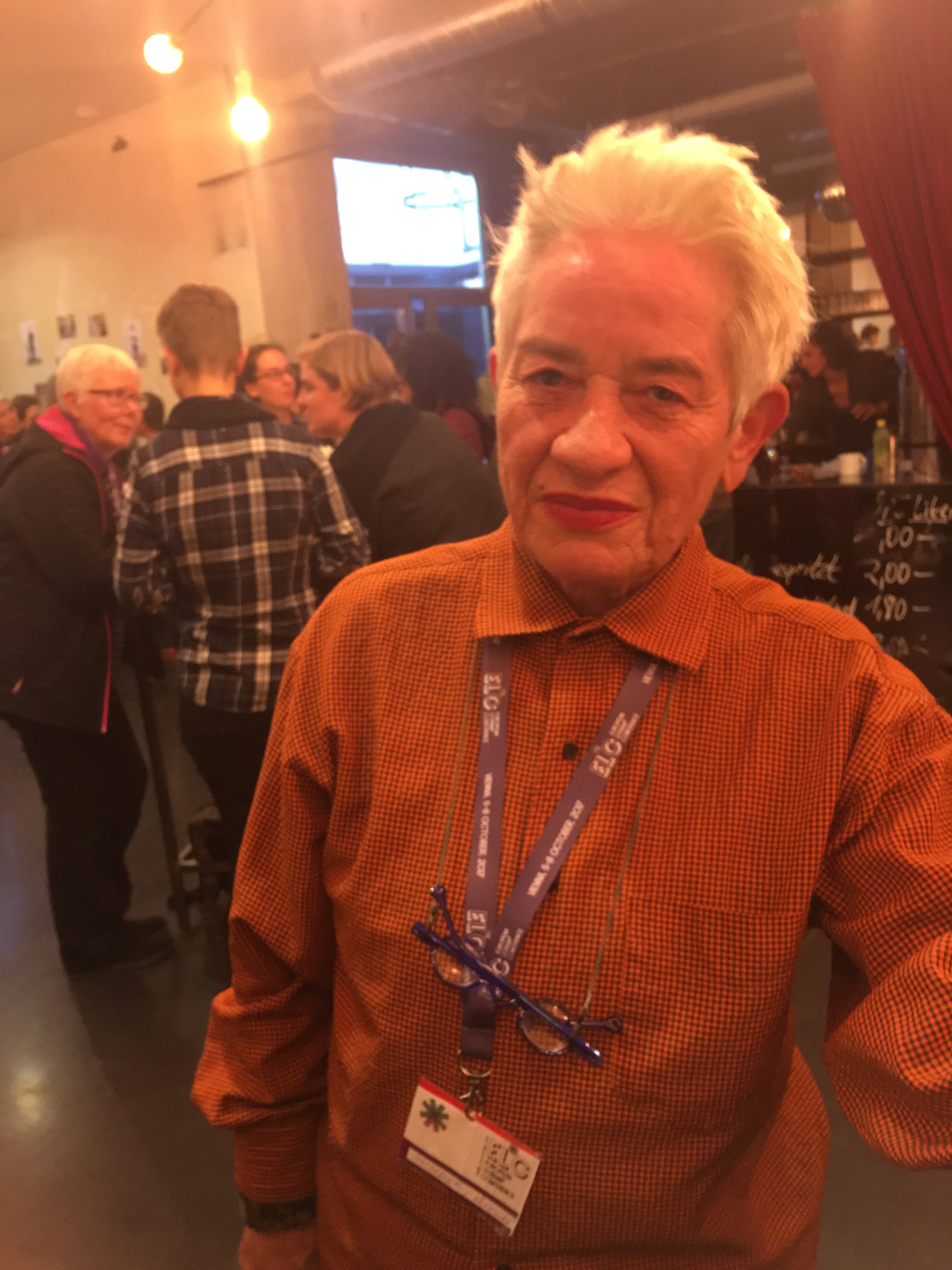
Veronika Minder en 2017.

- Titre français : Le Bal des chattes sauvages
- Réalisation : Veronika Minder
- Scénario : Nadia Farès et Veronika Minder
- Photographie : Helena Vagnières
- Son : Ingrid Städeli
- Montage : Mike Schaerer
- Production : Valerie Fischer, Madeleine Hirsiger, Paul Riniker
- Société de production : Cobra Films AG
- Société de distribution : Cobra Films AG
- Pays d'origine :  Suisse
- Langue originale : suisse allemand, français
- Format : noir et blanc, 35 mm
- Genre : documentaire
- Durée : 87 minutes
- Dates de sortie :
  - Allemagne : 16 février 2005 (Berlinale 2005)
  - Suisse : 14 avril 2005

## Distribution
- Johanna Berends : elle-même
- Liva Tresch : elle-même
- Ursula Rodel : elle-même
- Heidi Oberli : elle-même
- Samira Zingaro : elle-même

## Distinctions
- Berlinale 2005 : Teddy Award du meilleur film documentaire[1]
- Festival international de cinéma gay et lesbien de Barcelone 2005 : prix du meilleur film documentaire[2],[3]
- Festival international du film lesbien et féministe de Paris 2005 : prix du meilleur long métrage documentaire[3]
- Prix bernois du cinéma 2005 : meilleur film documentaire[4]